# Талисман (филм)
„Талисман“ е български игрален филм (семеен) от 1977 година на режисьора Рашко Узунов, по сценарий на Правда Кирова. Оператор е Цветан Чобански. Музиката във филма е композирана от Александър Йосифов.

## Сюжет
Дванадесетгодишната Искра има талисман, към който се обръща в трудни мигове. Един ден неин съученик трябва да бъде преместен „по привилегия“ в друга паралелка. Справедливо ли е това? Проявявайки необикновена за годините си дързост, Искра решава да покаже, че случаят с това момче е предателство към класа и съучениците. Тази история завършва с малка, но значима победа – за първи път момичето отстоява правото си да се бори за истината, разчитайки на собствени сили, а не на талисмана.

## Актьорски състав
- Даниела Боянова – Искра
- Михаил Милчев – Румен
- Мария Стефанова – Учителката
- Емилия Радева – Майката
- Любомир Кирилов – Бащата
- Диляна Йованович
- Борил Петров
- Кирчо Петров
- Евгения Божикова
- Роберт Шиваров
- Росица Брадинова
- Димитър Керанов
- Стефка Кацарска
- Нина Стамова
- Александър Диков
- Адриана Андреева
- Маргарита Стефанова